# Brewerton
Brewerton es un lugar designado por el censo ubicado en el condado de Onondaga y el condado de Oswego en el estado estadounidense de Nueva York. En el año 2000 tenía una población de 3,453 habitantes y una densidad poblacional de 421 personas por km².

## Geografía
Brewerton se encuentra ubicado en las coordenadas 43°14′15″N 76°52′47″O / 43.23750, -76.87972.

## Demografía
Según la Oficina del Censo en 2000 los ingresos medios por hogar en la localidad eran de $43,061, y los ingresos medios por familia eran $50,000. Los hombres tenían unos ingresos medios de $39,239 frente a los $27,654 para las mujeres. La renta per cápita para la localidad era de $18,327. Alrededor del 7.5% de la población estaban por debajo del umbral de pobreza.